# Hermann Stresau
Hermann Stresau (* 19. Januar 1894 in Milwaukee/USA; † 21. August 1964 in Waldacker (Rödermark)) war ein deutscher Germanist, Bibliothekar, Übersetzer und Schriftsteller.

## Leben

### Kindheit und Familie
Stresau wurde als Sohn deutscher Eltern in Milwaukee, Wisconsin, geboren. 1900 zogen die Eltern zusammen mit der 14 Jahre älteren Tochter und Stresau nach Frankfurt am Main, wo er die Schule besuchte und das Abitur ablegte. Ab 1912 studierte er Germanistik, Kunstgeschichte, Philosophie und Geschichte. 1915 erwarb er die deutsche Staatsangehörigkeit und meldete er sich als Freiwilliger zum Kriegsdienst. Sein Studium nach dem Krieg in Berlin, Frankfurt, München, Greifswald und Göttingen schloss er nie ab. Am 4. April 1925 heiratete er Margarete (genannt Grete) Dubislav (12. April 1885 – 7. Juli 1958); der einzige Sohn Kurt starb als Kind. Grete brachte aus erster Ehe ihren Sohn Heinz Beutin mit in die Ehe, dessen Vater als Offizier im Ersten Weltkrieg gefallen war. Der Wissenschaftstheoretiker Walter Dubislav (1895–1937) war ihr Bruder.

### Berufliches Wirken als Bibliothekar 1929–1933
Nach einem bibliothekarischen Volontariat 1928 begann Stresau 1929 seine Tätigkeit als wissenschaftlicher Hilfsarbeiter in Berlin-Spandau. Er weigerte sich, in die NSDAP einzutreten, was seine Anstellung gefährdete. 1933 wurde er nach Denunziation "als Nationalbolschewik" seitens des Spandauer Bibliotheksleiters Max Wieser und einer Mitarbeiterin wegen angeblicher „marxistischer Betätigung“ zum 30. Juni 1933 entlassen. Bis 1934 hatte er noch eine Dozentur für Deutsche Literatur und Volkskunde an den Bibliotheksschulen in Berlin und Stettin, die ihm jedoch von deren neuem Leiter Wilhelm Schuster entzogen wurde, da Stresau Schusters Ansinnen, er müsse in die SA oder SS eintreten, ablehnte.

### Tätigkeiten nach der Entlassung aus dem Dienst ab 1933
Nach seiner Entlassung arbeitete er als Journalist und Kritiker für die Neue Rundschau und die Frankfurter Zeitung sowie als Schriftsteller, Lektor und aufgrund seiner guten Kenntnisse der amerikanischen Sprache und Kultur als Übersetzer aus dem Englischen und Amerikanischen. 1939 zog er mit seiner Frau von Berlin nach Göttingen um, wo er zwangsverpflichtet bis zur Befreiung durch die US-Armee als Hilfsarbeiter in den Optischen Werken Josef Schneider & Co. in Weende arbeiten musste.
Neben zahlreichen journalistischen Arbeiten publizierte er literaturwissenschaftliche Werke über Joseph Conrad sowie über deutsche Tragiker (Hölderlin, Kleist, Hebbel und Grabbe), mehrere Romane sowie seine Tagebücher, die 1948 erstmals erschienen, 2021 neu aufgelegt wurden und heute als sein Hauptwerk gelten.
Er hat sich auch als Übersetzer aus dem englischen und amerikanischen Schrifttum einen Namen gemacht und übertrug Werke u. a. von Webb Miller, William Faulkner, S. Hicks-Beach, Frank Norris, Oland D. Russell, V. Cronin und Robert E. Sherwood ins Deutsche.
In der Nachkriegszeit galt er als angesehener Intellektueller der Bundesrepublik. Er gehörte ab 1957 dem PEN-Zentrum Deutschland an, war Mitglied in der Deutschen Akademie für Sprache und Dichtung sowie Ehrenpräsident des Schriftstellerverbandes Niedersachsen.

## Werke in Auswahl
- Joseph Conrad: der Tragiker des Westens. Verlag Die Runde 1937.
- Deutsche Tragiker: Hölderlin, Kleist, Grabbe, Hebbel. Oldenbourg, München und Berlin 1939.
- Adler über Gallien: Roman. Societäts-Verlag, Frankfurt a. M. [1942].
- An der Werkbank. Minerva, Berlin 1947.
- Der Pfiff und andere Kulturmerkwürdigkeiten. Badischer Verlag, Freiburg i.Br. 1948.
- Von Jahr zu Jahr. Minerva-Verlag, Berlin 1948.
- Das Paradies ist verriegelt: Roman. Scherz & Goverts, Stuttgart 1954.
- Ernest Hemingway. Colloquium-Verlag, Berlin 1958 (Köpfe des XX. Jahrhunderts; 6).
- George Bernard Shaw in Selbstzeugnissen und Bilddokumenten. Rowohlt-Taschenbuch-Verlag, Reinbek 1962 (rowohlts monographien; 59).
- Thomas Mann und sein Werk. Fischer, Frankfurt a. M. 1963.
- Thornton Wilder. Colloquium-Verlag, Berlin 1963 (Köpfe des XX. Jahrhunderts; 30).
- Heinrich Böll. Colloquium-Verlag, Berlin 1964 (Köpfe des XX. Jahrhunderts; 35).
- Von den Nazis trennt mich eine Welt – Tagebücher aus der inneren Emigration 1933–1939, Stuttgart, Klett-Cotta 2021, ISBN 9783608983296.
- Als lebe man nur unter Vorbehalt : Tagebücher aus den Kriegsjahren 1939–1945, Stuttgart, Klett-Cotta September 2021, ISBN 9783608984729.

## Hörspiele
Übersetzung aus dem Englischen:
- 1959: Jane Austen: Stolz und Vorurteil – Regie: Ulrich Lauterbach (Hörspielbearbeitung – HR)
- 1962: Jerome Kilty: Geliebter Lügner – Regie: N. N. (Hörspielbearbeitung – HR)
- 1963: Jerome Kilty: Geliebter Lügner – Bearbeitung und Regie: Heinz Wilhelm Schwarz (Hörspielbearbeitung – WDR/RIAS Berlin)

## Herausgeberschaft
1944 gab er die "Dramatischen Dichtungen" Christian D. Grabbes heraus.